# Stejaru (okręg Vaslui)
Stejaru – wieś w Rumunii, w okręgu Vaslui, w gminie Pungești. W 2011 roku liczyła 272 mieszkańców.